# 애니멀 워리어즈
《애니멀 워리어즈》(영어: Animal Warriors)는 블루아이소프트가 제작한 대한민국의 RPG 게임이었지만 2012년 10월 8일에 서비스 종료되었다.